# Ulica Unicka w Lublinie
Ulica Unicka w Lublinie – arteria komunikacyjna w centrum Lublina. Łączy ona ulice Podzamcze i Walecznych z Lubartowską i Aleją Spółdzielczości Pracy. Stanowi część drogi wojewódzkiej nr 835. Ulica jest na całej długości jednojezdniowa i wyznacza granicę pomiędzy Śródmieściem, Kalinowszczyzną i Ponikwodą. Wzdłuż ulicy położone są bloki mieszkalne i jedna kamienica. Przy ulicy znajduje się także cmentarz rzymskokatolicki, Dom Księży Emerytów wyznania prawosławnego, hotel "Ilan" i kompleks mieszkalny powstały w miejscu drukarni - Lubelskich Zakładów Graficznych..
Długość ulicy osiąga 350 m.

## Komunikacja miejska
Ulicą Unicką przejeżdżają następujące linie MPK Lublin

### Autobusowe
- Na całej długości: 17, 24, 31

### Trolejbusowe
- Na całej długości: 154